# Procambridgea hilleri
Procambridgea hilleri là một loài nhện trong họ Stiphidiidae.
Loài này thuộc chi Procambridgea. Procambridgea hilleri được V. T. Davies miêu tả năm 2001.